# 魯漢戈
2°13′57″S 29°46′49″E / 2.23250°S 29.78028°E
魯漢戈（Ruhango），是盧旺達的城鎮，位於該國南部，由南部省負責管轄，是魯漢戈縣的首府，面積95平方公里，海拔高度1,686米，2012年人口65,700，人口密度每平方公里690人。